# Lubango
Lubango este un oraș în Angola. Este reședința provinciei Huíla.